# Bisca
 (février 2023).
Si vous disposez d'ouvrages ou d'articles de référence ou si vous connaissez des sites web de qualité traitant du thème abordé ici, merci de compléter l'article en donnant les références utiles à sa vérifiabilité et en les liant à la section « Notes et références ».
 (février 2023).

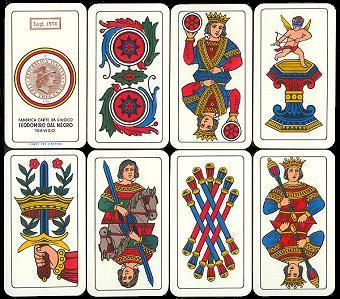
Jeu de carte italien utilisé pour le jeu de bisca.

La bisca est un jeu de carte d'origine portugaise qui est une variante de la briscola italienne. Il est joué avec des jeux de cartes français, espagnols ou italiens. L'objectif du jeu est d'accumuler plus de points que l'adversaire, en fonction des cartes qui sont piochées et défaussées.

## Valeur des cartes
Dans le jeu français, on retire les cartes 8, 9 et 10, afin d'obtenir les 40 cartes nécessaires pour jouer. Il existe des variations régionales dans l'attribution des points. Dans la bisca capixaba, les rois sont équivalents aux rois du jeu italien, les valets sont équivalents aux cavaliers et les reines sont équivalentes aux infants. Le sept (appelé bisca ou manilla) est utilisé à la place du trois de la Bríscola, et vaut aussi 10 points.
Au Rio Grande do Sul, par exemple, le score est compté différemment. Le valet est considéré comme l'équivalent des as et la reine comme l'équivalent du cavalier. Les as/reines valent 2 points, les cavaliers/reines valent 3 et les rois valent 4. Dans la séquence, les 3 cartes de chaque couleur valent 10 (en considérant les 7 cartes) et les as valent 11 points. Si l'on prend l'exemple de l'atout cœur, dont les cartes les plus fortes sont l'as et le 7, on peut avoir un coup qui met fin à la partie immédiatement, la réle, lorsque l'as de cœur est posé sur le 7 de cœur.